# Ільків Ольга Фаустинівна

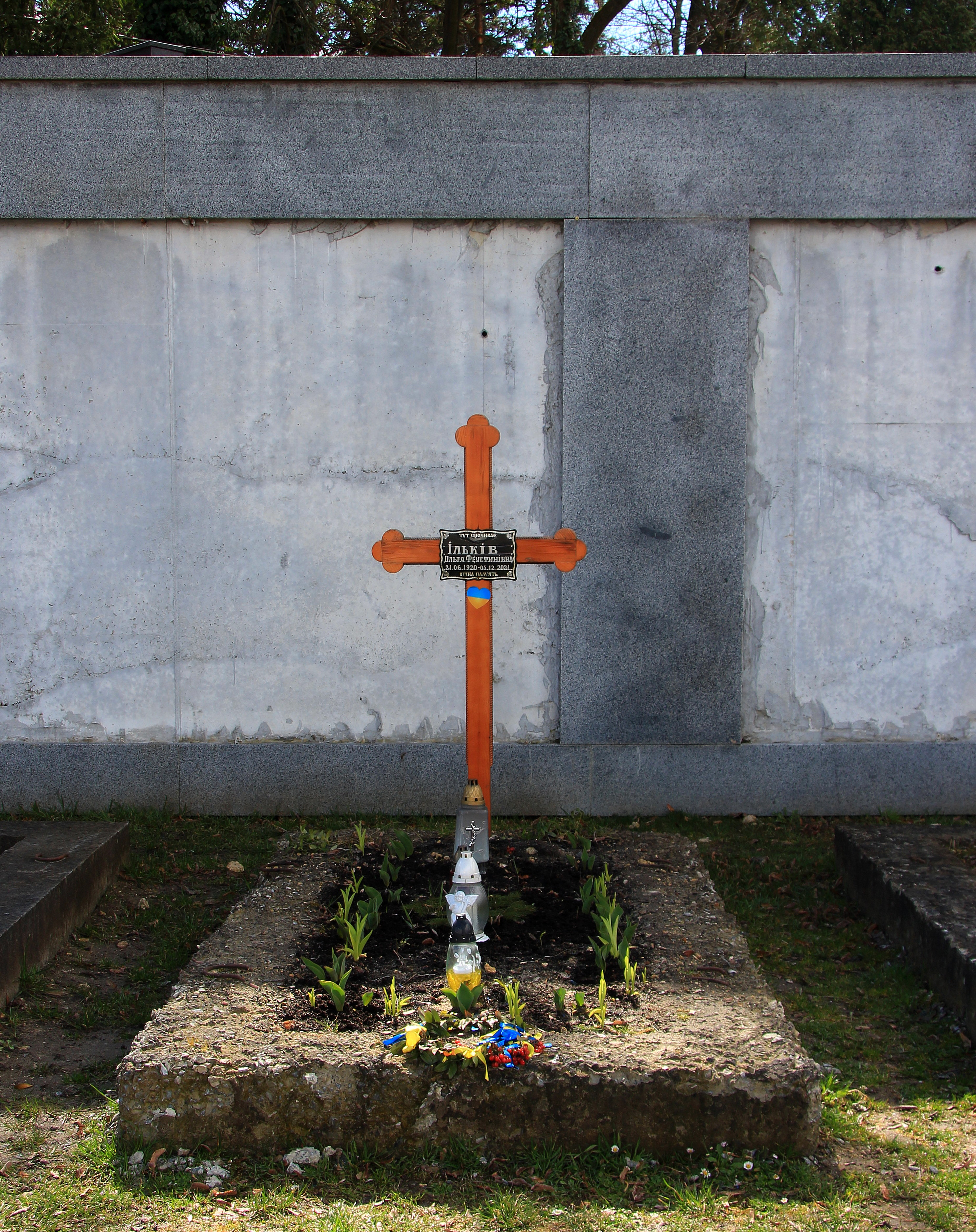
Могила Ольги Ільків на полі 86а Личаківського цвинтаря

О́льга Фа́устинівна Ільків («Роксоляна», «Ольга Звіробій»; 21 червня 1920, Стрий — 6 грудня 2021, Львів) — зв'язкова Романа Шухевича, українська поетеса та письменниця. Політув'язнена, 14 років провела в радянських в'язницях. Указом Президента України від 17 січня 2008 р. № 32 нагороджена орденом княгині Ольги ІІІ ступеня. Членкиня Всеукраїнського об'єднання «Свобода» з 2015 року та Львівського крайового братства ветеранів національно-визвольної боротьби. Довгожителька.

## Життєпис

Зліва на право Марта Пашківська, Ірина Савицька та Ольга Ільків

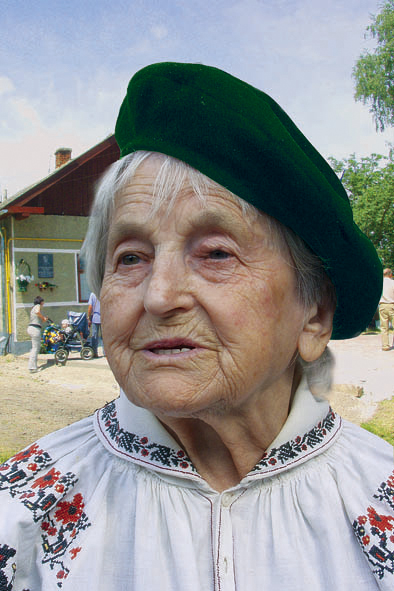
Ольга Ільків, 30 червня 2007 р.

Народилася в родині Фаустина Ільківа та Розалії Ільків (до шлюбу Коцур). 1933 року закінчила народну школу та вступила до Стрийської гімназії. Улітку 1934 року виїхала до мами, яка раніше розлучилася з батьком, у Варшаву. Брала приватні уроки, зокрема у соратників Симона Петлюри. Математики навчав Іван Макух — міністр ЗУНР. Згодом навчалася у Українському інституті для дівчат у Перемишлі (1936—1939), там вступила до «Пласту».
У Кракові після закінчення курсів від Ярославської гімназії склала матуру (1940). Узимку 1941 р. вступила в ОУН. Після короткого вишколу була нелегально переправлена через «зелену границю» до Львова, де 24 липня 1941 р. скерована в похідну групу на Житомирщину. Однак після здійснених гестапо арештів членів ОУН у Львові похід скасували. Відтак Ільків працювала в Головній дирекції «Львівської залізниці» друкаркою. На свої документи діставала квитки для оунівців.
До окупації Львова більшовиками навчалась у Львівському медінституті та відвідувала курси косметики. З 1942 р. — провідниця жіночої мережі ОУН Львова. 27 квітня 1943 р. взяла шлюб у храмі Преображення Господнього у Львові з Володимиром Ликотою («Данилом»), керівником Стрийського Проводу ОУН (загинув 17 березня 1948 р.). Маму Олі на Різдво 1945 р. заарештували в помешканні при вул. Колонтая, 6 (тепер М. Менцинського) у Львові. Після звільнення Розалію переселили в кімнату без вигод, тому що її чотирикімнатне помешкання віддали заступникові начальника в'язниці НКВС № 4 (Бригідки).
З 1945 р. перебувала в підпіллі, працювала в жіночій мережі ОУН. 11 липня 1946 р. в селі Конюхів Стрийського району народила дочку Дзвениславу. У Княгиничі «Роксоляна» прибула 12 жовтня 1946 р. разом із мамою та дочкою. Там із «Монетою» облаштували конспіративне помешкання для Романа Шухевича. Ольга Ільків сприяла організації підпільної «хати» для «Тараса Чупринки» в селі Грімне Городоцького району. Там 8 грудня 1947 р. народила сина Володимира. 
Захоплювалася поезією, і сама писала вірші (псевдонім — «Ольга Звіробій»), які поклала на музику Марта Пашківська у 1948 р [Архівовано 24 червня 2021 у Wayback Machine.]. 
На початку 1950 р. Роман Шухевич через Галину Дидик передав для Ольги «штафетку» (зберігається в ГДА СБУ), у якій рекомендував їй переїхати з родиною на Донбас і створити там осередок ОУН. 14 березня 1950 р. (за день до переїзду) «Роксоляна» поїхала у Львів, щоб попрощатися з подругами, але була заарештована співробітниками МДБ.
У 1952 році засуджена Особливою нарадою при МДБ в Києві на 25 років. Ув'язнення відбувала в Олександровській, Володимирській централях та Іркутській області. Звільнена 6 лютого 1964 року.
З вересня 1964 р. працювала санітаркою у Львівській обласній лікарні, з 1966 р. — у домоуправі м. Львова двірницею, щоб отримати помешкання та забрати дітей з інтернату. З 1972 р. до виходу на пенсію (1976) працювала у Львівському історичному музеї, згодом - у відділі фондів Музею народної архітектури та побуту у Львові (1977—1979), збирала старожитності на Опіллі, зокрема, на Ходорівщині.
Ольга Ільків брала участь в установчих зборах КУН у Києві (1992) та ОУН в Україні (1993). У 1995—2000 роках була заступницею голови Всеукраїнської ліги українських жінок, із 2003 працювала у Львівському обласному громадському об'єднанні «Комітет Свободи».
Була учасницею багатьох наукових та виховних заходів, присвячених визвольним змаганням українців, брала активну участь у політичному житті України.
У 2012 році за активну громадянську та життєву позицію, творчу діяльність, участь у наукових та виховних заходах Ольгу Ільків було відзначено в номінації «Львів'янин (львів'янка) року».
Ольга Ільків є однією з героїнь фільму «Три історії Галичини».
Померла 6 грудня 2021 року у віці 101 року у Львові. Була похована 8 грудня на полі 86а Личаківського цвинтаря.

## Доробок
Ольга Ільків - авторка низки статей про Романа Шухевича. 2015 року вона презентувала свою збірку віршів "У тенетах двох «закриток».
Книги
- Ільків Ольга Фаустинівна. У тенетах двох «закриток»: поезія / Ольга Ільків. — Л.: Каменяр, 2011. — 183 с.: фотогр., ноти. — 1000 екз. ISBN 978-966-607-171-5

Статті
- Ільків Ольга Фаустинівна. «Роман Шухевич як літературний критик» // «Роман Шухевич: постать на тлі доби Воюючої України» (Т., 2005),
- Ільків Ольга Фаустинівна. «Роман Шухевич у моєму житті» // «Літопис УПА. Т. 45. Генерал Роман Шухевич — „Тарас Чупринка“ Головний Командир УПА» (Торонто; Л., 2007).
- Ільків Ольга Фаустинівна. «Провідник Роман Шухевич та жінки» // «Роман Шухевич: постать на тлі доби Воюючої України» (Т., 2005),